# Diecezja Enugu
Diecezja Enugu – diecezja rzymskokatolicka  w Nigerii. Powstała w 1962.

## Biskupi ordynariusze
- Bp Callistus Onaga (od 2009)
- Bp Anthony Okonkwo Gbuji (1996- 2009)
- Bp Michael Ugwu Eneja (1977 – 1996)
- Bp Godfrey Okoye, C.S.Sp. (1970 – 1977)
- Bp John of the Cross Anyogu (1962– 1967)